# Реактив Фреде
Реакти́в Фреде (нем. Fröhde Reaktant — реактив, применяемый в аналитической и токсикологической химии для качественного обнаружения алкалоидов и других азотистых оснований. Реактив представляет собой насыщенный раствор молибденовой кислоты в концентрированной серной кислоте, который приготовляют, растворяя растёртый в порошок молибдат аммония в концентрированной серной кислоте, затем получившийся раствор сливают с осадка. Может быть приготовлен также добавлением к серной кислоте молибдата натрия. Для корректного обнаружения реактив должен быть свежеприготовленным. Реактив представляет собой прозрачную бесцветную жидкость, окрашивающуюся при стоянии на воздухе. 
При изучении ЭПР-спектров в момент образования и изменения окраски было установлено, что она принадлежит свободным радикалам ароматических структур, которые относительно устойчивы в концентрированной серной кислоте.
Реактив Фреде применяется в качестве проявляющего вещества при обнаружении методом тонкослойной хроматографии лекарственных и наркотических средств.
| Вещество        | Окраска                                                     |
| --------------- | ----------------------------------------------------------- |
| Апоморфин       | Грязно-зелёная, переходящая в синюю                         |
| Бруцин          | Красная, переходящая в жёлтую                               |
| Галантамин      | Зелёная, переходящая в синюю                                |
| Героин          | Фиолетовая, переходящая в грязно-зелёную, а затем в розовую |
| Дионин          | Зелёная, переходящая в синюю                                |
| Кодеин          | Зелёная, переходящая в синеватую                            |
| Морфин          | Фиолетовая                                                  |
| Наркотин        | Сине-зелёная, при нагревании переходящая в вишнёво-красную  |
| Папаверин       | Зелёная                                                     |
| Тебаин          | Кроваво-красная, переходящая в жёлтую                       |
| Тизерцин        | Синевато-красная                                            |
| Хлордиазепоксид | Оранжевая                                                   |